# Torneio de Roland Garros de 2020 - Dia a dia
Estes foram os jogos realizados nas quadras mais importantes a partir do primeiro dia das chaves principais.

## Dia 1 (27 de setembro)
- Cabeças de chave eliminados:
  - Simples masculino:  David Goffin [11],  Borna Ćorić [24],  Alex de Minaur [25],  Daniel Evans [32]
  - Simples feminino:  Johanna Konta [9],  Anett Kontaveit [17],  Dayana Yastremska [24]

Ordem dos jogos:
| Quadra Philippe Chatrier    | Quadra Philippe Chatrier       | Quadra Philippe Chatrier | Quadra Philippe Chatrier  |
| Evento                      | Vencedor(a)/(es/as)            | Derrotado(a)/(os/as)     | Resultado                 |
| --------------------------- | ------------------------------ | ------------------------ | ------------------------- |
| Simples masculino – 1ª fase | Jannik Sinner                  | David Goffin [11]        | 7–5, 6–0, 6–3             |
| Simples feminino – 1ª fase  | Simona Halep [1]               | Sara Sorribes Tormo      | 6–4, 6–0                  |
| Simples feminino – 1ª fase  | Caroline Garcia                | Anett Kontaveit [17]     | 6–4, 3–6, 6–4             |
| Simples masculino – 1ª fase | Stan Wawrinka [16]             | Andy Murray [WC]         | 6–1, 6–3, 6–2             |
| Simples masculino – 1ª fase | Alexander Zverev [6]           | Dennis Novak             | 7–5, 6–2, 6–4             |
| Quadra Suzanne Lenglen      |                                |                          |                           |
| Evento                      | Vencedor(a)/(es/as)            | Derrotado(a)/(os/as)     | Resultado                 |
| Simples feminino – 1ª fase  | Victoria Azarenka [10]         | Danka Kovinić            | 6–1, 6–2                  |
| Simples masculino – 1ª fase | Jurij Rodionov [Q]             | Jérémy Chardy            | 3–6, 4–6, 7–66, 6–4, 10–8 |
| Simples feminino – 1ª fase  | Cori Gauff                     | Johanna Konta [9]        | 6–3, 6–3                  |
| Quadra Simonne Mathieu      |                                |                          |                           |
| Evento                      | Vencedor(a)/(es/as)            | Derrotado(a)/(os/as)     | Resultado                 |
| Simples feminino – 1ª fase  | Elise Mertens [15]             | Margarita Gasparyan      | 6–2, 6–3                  |
| Simples feminino – 1ª fase  | Anna Karolína Schmiedlová [PR] | Venus Williams           | 6–4, 6–4                  |
| Simples masculino – 1ª fase | Benoît Paire [23]              | Kwon Soon-woo            | 7–5, 6–4, -4              |
| Simples masculino – 1ª fase | Diego Schwartzman [12]         | Miomir Kecmanović        | 6–0, 6–1, 6–3             |

## Dia 2 (28 de setembro)
- Cabeças de chave eliminados:
  - Simples masculino:  Daniil Medvedev [4],  Gaël Monfils [8],  Fabio Fognini [14],  Félix Auger-Aliassime [19],  Filip Krajinović [26],  Hubert Hurkacz [29]
  - Simples feminino:  Madison Keys [12],  Markéta Vondroušová [15],  Angelique Kerber [18],  Karolína Muchová [22],  Svetlana Kuznetsova [28],  Magda Linette [31]

Ordem dos jogos:
| Quadra Philippe Chatrier    | Quadra Philippe Chatrier | Quadra Philippe Chatrier | Quadra Philippe Chatrier |
| Evento                      | Vencedor(a)/(es/as)      | Derrotado(a)/(os/as)     | Resultado                |
| --------------------------- | ------------------------ | ------------------------ | ------------------------ |
| Simples feminino – 1ª fase  | Petra Kvitová [7]        | Océane Dodin             | 6–3, 7–5                 |
| Simples masculino – 1ª fase | Dominic Thiem [3]        | Marin Čilić              | 6–4, 6–3, 6–3            |
| Simples feminino – 1ª fase  | Serena Williams [6]      | Kristie Ahn              | 7–62, 6–0                |
| Simples masculino – 1ª fase | Rafael Nadal [2]         | Egor Gerasimov           | 6–4, 6–4, 6–2            |
| Simples feminino – 1ª fase  | Alizé Cornet             | Chloé Paquet [WC]        | 6–3, 6–2                 |
| Quadra Suzanne Lenglen      |                          |                          |                          |
| Evento                      | Vencedor(a)/(es/as)      | Derrotado(a)/(os/as)     | Resultado                |
| Simples feminino – 1ª fase  | Kiki Bertens [5]         | Katarina Zavatska        | 2–6, 6–2, 6–0            |
| Simples feminino – 1ª fase  | Elina Svitolina [3]      | Varvara Gracheva         | 7–62, 6–4                |
| Simples masculino – 1ª fase | Alexander Bublik         | Gaël Monfils [8]         | 6–4, 7–5, 3–6, 6–3       |
| Simples masculino – 1ª fase | Márton Fucsovics         | Daniil Medvedev [4]      | 6–4, 7–63, 2–6, 6–1      |
| Quadra Simonne Mathieu      |                          |                          |                          |
| Evento                      | Vencedor(a)/(es/as)      | Derrotado(a)/(os/as)     | Resultado                |
| Simples masculino – 1ª fase | Mikhail Kukushkin        | Fabio Fognini [14]       | 7–5, 3–6, 7–61, 6–0      |
| Simples feminino – 1ª fase  | Garbiñe Muguruza [11]    | Tamara Zidanšek          | 7–5, 4–6, 8–6            |
| Simples masculino – 1ª fase | Karen Khachanov [15]     | Kamil Majchrzak [PR]     | 7–63, 6–3, 6–3           |

## Dia 3 (29 de setembro)
- Cabeças de chave eliminados:
  - Simples masculino:  Nikoloz Basilashvili [31]
  - Simples feminino:  Alison Riske [19],  Jennifer Brady [21],  Donna Vekić [26]
  - Duplas masculinas:  Raven Klaasen /  Oliver Marach [10]

Ordem dos jogos:
| Quadra Philippe Chatrier    | Quadra Philippe Chatrier   | Quadra Philippe Chatrier | Quadra Philippe Chatrier  |
| Evento                      | Vencedor(a)/(es/as)        | Derrotado(a)/(os/as)     | Resultado                 |
| --------------------------- | -------------------------- | ------------------------ | ------------------------- |
| Simples feminino – 1ª fase  | Karolína Plíšková [2]      | Mayar Sherf [Q]          | 96–7, 6–2, 6–4            |
| Simples feminino – 1ª fase  | Laura Siegemund            | Kristina Mladenovic      | 7–5, 6–3                  |
| Simples masculino – 1ª fase | Novak Djokovic [1]         | Mikael Ymer              | 6–0, 6–2, 6–3             |
| Simples masculino – 1ª fase | Denis Shapovalov [9]       | Gilles Simon             | 6–2, 7–5, 5–7, 6–3        |
| Quadra Suzanne Lenglen      |                            |                          |                           |
| Evento                      | Vencedor(a)/(es/as)        | Derrotado(a)/(os/as)     | Resultado                 |
| Simples masculino – 1ª fase | Matteo Berrettini [7]      | Vasek Pospisil           | 6–3, 6–1, 6–3             |
| Simples feminino – 1ª fase  | Sofia Kenin [4]            | Liudmila Samsonova       | 6–4, 3–6, 6–3             |
| Simples masculino – 1ª fase | Stefanos Tsitsipas [5]     | Jaume Munar              | 4–6, 2–6, 6–1, 6–4, 6–4   |
| Simples feminino – 1ª fase  | Aryna Sabalenka [8]        | Jessica Pegula           | 6–3, 6–1                  |
| Quadra Simonne Mathieu      |                            |                          |                           |
| Evento                      | Vencedor(a)/(es/as)        | Derrotado(a)/(os/as)     | Resultado                 |
| Simples feminino – 1ª fase  | Clara Tauson [Q]           | Jennifer Brady           | 6–4, 3–6, 9–7             |
| Simples masculino – 1ª fase | Andrey Rublev [13]         | Sam Querrey              | 56–7, 46–7, 7–5, 6–4, 6–3 |
| Simples masculino – 1ª fase | Roberto Bautista Agut [10] | Richard Gasquet          | 7–62, 6–2, 6–1            |
| Simples feminino – 1ª fase  | Veronika Kudermetova       | Pauline Parmentier [WC]  | 6–2, 6–3                  |

## Dia 4 (30 de setembro)
- Cabeças de chave eliminados:
  - Simples masculino:  John Isner [21],  Benoît Paire [23]
  - Simples feminino:  Serena Williams [6],  Victoria Azarenka [10],  Yulia Putintseva [23],  Barbora Strýcová [32]
  - Duplas femininas:  Lyudmyla Kichenok /  Nadiia Kichenok [15]

Ordem dos jogos:
| Quadra Philippe Chatrier    | Quadra Philippe Chatrier       | Quadra Philippe Chatrier | Quadra Philippe Chatrier |
| Evento                      | Vencedor(a)/(es/as)            | Derrotado(a)/(os/as)     | Resultado                |
| --------------------------- | ------------------------------ | ------------------------ | ------------------------ |
| Simples feminino – 2ª fase  | Elina Svitolina [3]            | Renata Zarazúa [Q]       | 6–3, 0–6, 6–2            |
| Simples feminino – 2ª fase  | Tsvetana Pironkova [WC]        | Serena Williams          | w.o.                     |
| Simples feminino – 2ª fase  | Amanda Anisimova [25]          | Bernarda Pera            | 6–2, 6–0                 |
| Simples masculino – 2ª fase | Rafael Nadal [2]               | Mackenzie McDonald [PR]  | 6–1, 6–0, 6–3            |
| Simples masculino – 2ª fase | Alexander Zverev [6]           | Pierre-Hugues Herbert    | 2–6, 6–4, 7–65, 4–6, 6–4 |
| Quadra Suzanne Lenglen      |                                |                          |                          |
| Evento                      | Vencedor(a)/(es/as)            | Derrotado(a)/(os/as)     | Resultado                |
| Simples masculino – 2ª fase | Stan Wawrinka [16]             | Dominik Koepfer          | 6–3, 6–2, 3–6, 6–1       |
| Simples masculino – 2ª fase | Dominic Thiem [3]              | Jack Sock [Q]            | 6–1, 6–3, 7–66           |
| Simples feminino – 2ª fase  | Simona Halep [1]               | Irina-Camelia Begu       | 6–3, 6–4                 |
| Simples feminino – 2ª fase  | Caroline Garcia                | Aliaksandra Sasnovich    | 7–65, 6–2                |
| Quadra Simonne Mathieu      |                                |                          |                          |
| Evento                      | Vencedor(a)/(es/as)            | Derrotado(a)/(os/as)     | Resultado                |
| Simples feminino – 2ª fase  | Anna Karolína Schmiedlová [PR] | Victoria Azarenka [10]   | 6–2, 6–2                 |
| Simples masculino – 2ª fase | Diego Schwartzman [12]         | Lorenzo Giustino [Q]     | 6–1, 7–5, 6–0            |
| Simples masculino – 2ª fase | Federico Coria                 | Benoît Paire [23]        | 7–63, 3–6, 6–3, 6–1      |
| Simples feminino – 2ª fase  | Martina Trevisan [Q]           | Cori Gauff               | 4–6, 6–2, 7–5            |

## Dia 5 (1ª de outubro)
- Cabeças de chave eliminados:
  - Simples masculino:  Denis Shapovalov [9],  Dušan Lajović [22],  Jan-Lennard Struff [30]
  - Simples feminino:  Karolína Plíšková [2],  Elena Rybakina [14],  Sloane Stephens [29]
  - Duplas masculinas:  Łukasz Kubot /  Marcelo Melo [4]
  - Duplas femininas:  Lucie Hradecká /  Andreja Klepač [11]

Ordem dos jogos:
| Quadra Philippe Chatrier    | Quadra Philippe Chatrier | Quadra Philippe Chatrier    | Quadra Philippe Chatrier |
| Evento                      | Vencedor(a)/(es/as)      | Derrotado(a)/(os/as)        | Resultado                |
| --------------------------- | ------------------------ | --------------------------- | ------------------------ |
| Simples feminino – 2ª fase  | Jeļena Ostapenko         | Karolína Plíšková [2]       | 6–4, 6–2                 |
| Simples feminino – 2ª fase  | Sofia Kenin [4]          | Elena Bogdan                | 3–6, 6–3, 6–2            |
| Simples masculino – 2ª fase | Novak Djokovic [1]       | Ričardas Berankis           | 6–1, 6–2, 6–2            |
| Simples masculino – 2ª fase | Stefanos Tsitsipas [5]   | Pablo Cuevas                | 6–1, 6–4, 6–2            |
| Simples feminino – 2ª fase  | Fiona Ferro              | Elena Rybakina [14]         | 6–3, 4–6, 6–2            |
| Quadra Suzanne Lenglen      |                          |                             |                          |
| Evento                      | Vencedor(a)/(es/as)      | Derrotado(a)/(os/as)        | Resultado                |
| Simples masculino – 2ª fase | Roberto Carballés Baena  | Denis Shapovalov [9]        | 7–5, 56–7, 6–3, 3–6, 8–6 |
| Simples feminino – 2ª fase  | Garbiñe Muguruza [1]     | Kristýna Plíšková           | 6–3, 6–2                 |
| Simples masculino – 2ª fase | Matteo Berrettini [7]    | Lloyd Harris                | 6–4, 4–6, 6–2, 6–3       |
| Quadra Simonne Mathieu      |                          |                             |                          |
| Evento                      | Vencedor(a)/(es/as)      | Derrotado(a)/(os/as)        | Resultado                |
| Simples feminino – 2ª fase  | Petra Kvitová [7]        | Jasmine Paolini             | 6–3, 6–3                 |
| Simples masculino – 2ª fase | Grigor Dimitrov [18]     | Andrej Martin               | 6–4, 7–65, 6–1           |
| Simples masculino – 2ª fase | Zhang Shuai              | Alizé Cornet                | 6–4, 7–63                |
| Simples masculino – 2ª fase | Andrey Rublev [13]       | Alejandro Davidovich Fokina | 7–5, 6–1, 3–6, 6–1       |

## Dia 6 (2 de outubro)
- Cabeças de chave eliminados:
  - Simples masculino:  Stan Wawrinka [16],  Taylor Fritz [27],  Casper Ruud [28]
  - Simples feminino:  Elise Mertens [16],  Maria Sakkari [20],  Amanda Anisimova [25], Alexanrova [27]
  - Duplas masculinas:  John Peers /  Michael Venus [11]
  - Duplas femininas:  Laura Siegemund /  Vera Zvonareva [12]

Ordem dos jogos:
| Quadra Philippe Chatrier    | Quadra Philippe Chatrier | Quadra Philippe Chatrier   | Quadra Philippe Chatrier |
| Evento                      | Vencedor(a)/(es/as)      | Derrotado(a)/(os/as)       | Resultado                |
| --------------------------- | ------------------------ | -------------------------- | ------------------------ |
| Simples masculino – 3ª fase | Dominic Thiem [3]        | Casper Ruud [28]           | 6–4, 6–3, 6–1            |
| Simples feminino – 3ª fase  | Simona Halep [1]         | Amanda Anisimova [25]      | 6–0, 6–1                 |
| Simples feminino – 3ª fase  | Caroline Garcia          | Elise Mertens [16]         | 1–6, 6–4, 7–5            |
| Simples masculino – 3ª fase | Rafael Nadal [2]         | Stefano Travaglia          | 6–1, 6–4, 6–0            |
| Simples feminino – 3ª fase  | Kiki Bertens [5]         | Kateřina Siniaková         | 6–2, 6–2                 |
| Quadra Suzanne Lenglen      |                          |                            |                          |
| Evento                      | Vencedor(a)/(es/as)      | Derrotado(a)/(os/as)       | Resultado                |
| Simples feminino – 3ª fase  | Elina Svitolina [3]      | Ekaterina Alexandrova [27] | 6–4, 7–5                 |
| Simples masculino – 3ª fase | Hugo Gaston [WC]         | Stan Wawrinka [16]         | 2–6, 6–3, 6–3, 4–6, 6–0  |
| Simples masculino – 3ª fase | Alexander Zverev [6]     | Marco Cecchinato [Q]       | 6–1, 7–5, 6–3            |
| Quadra Simonne Mathieu      |                          |                            |                          |
| Evento                      | Vencedor(a)/(es/as)      | Derrotado(a)/(os/as)       | Resultado                |
| Simples feminino – 3ª fase  | Iga Świątek              | Eugenie Bouchard [WC]      | 6–3, 6–2                 |
| Simples masculino – 3ª fase | Lorenzo Sonego           | Taylor Fritz [27]          | 7–65, 6–3, 7–617         |
| Simples masculino – 3ª fase | Diego Schwartzman [12]   | Norbert Gombos             | 7–63, 6–3, 6–3           |

## Dia 7 (3 de outubro)
- Cabeças de chave eliminados:
  - Simples masculino:  Matteo Berrettini [7],  Roberto Bautista Agut [10],  Cristian Garín [20]
  - Simples feminino:  Aryna Sabalenka [8],  Garbiñe Muguruza [11],  Petra Martić [13]
  - Duplas masculinas:  Marcel Granollers /  Horacio Zeballos [2],  Jérémy Chardy /  Fabrice Martin [14],  Austin Krajicek /  Franko Škugor [16]
  - Duplas femininas:  Elise Mertens /  Aryna Sabalenka [3]

Ordem dos jogos:
| Quadra Philippe Chatrier    | Quadra Philippe Chatrier | Quadra Philippe Chatrier   | Quadra Philippe Chatrier |
| Evento                      | Vencedor(a)/(es/as)      | Derrotado(a)/(os/as)       | Resultado                |
| --------------------------- | ------------------------ | -------------------------- | ------------------------ |
| Simples masculino – 3ª fase | Daniel Altmaier [Q]      | Matteo Berrettini [7]      | 6–2, 7–65, 6–4           |
| Simples feminino – 3ª fase  | Sofia Kenin [4]          | Irina Bara [Q]             | 6–2, 6–0                 |
| Simples feminino – 3ª fase  | Fiona Ferro              | Patricia Maria Țig         | 7–67, 4–6, 6–0           |
| Simples masculino – 3ª fase | Novak Djokovic [1]       | Daniel Elahi Galán [LL]    | 6–0, 6–3, 6–2            |
| Simples feminino – 3ª fase  | Danielle Collins         | Garbiñe Muguruza [11]      | 7–5, 2–6, 6–4            |
| Quadra Suzanne Lenglen      |                          |                            |                          |
| Evento                      | Vencedor(a)/(es/as)      | Derrotado(a)/(os/as)       | Resultado                |
| Simples masculino – 3ª fase | Pablo Carreño Busta [17] | Roberto Bautista Agut [10] | 6–4, 6–3, 5–7, 6–4       |
| Simples masculino – 3ª fase | Stefanos Tsitsipas [5]   | Aljaž Bedene               | 6–1, 6–2, 3–1, ab.       |
| Simples feminino – 3ª fase  | Petra Kvitová [7]        | Leylah Fernandez           | 7–5, 6–3                 |
| Quadra Simonne Mathieu      |                          |                            |                          |
| Evento                      | Vencedor(a)/(es/as)      | Derrotado(a)/(os/as)       | Resultado                |
| Simples masculino – 3ª fase | Andrey Rublev [13]       | Kevin Anderson [PR]        | 6–3, 6–2, 6–3            |
| Simples feminino – 3ª fase  | Zhang Shuai              | Clara Burel [WC]           | 7–62, 7–5                |
| Simples masculino – 3ª fase | Grigor Dimitrov [18]     | Roberto Carballés Baena    | 6–1, 6–3, ab.            |
| Simples feminino – 3ª fase  | Paula Badosa             | Jeļena Ostapenko           | 6–4, 6–3                 |

## Dia 8 (4 de outubro)
- Cabeças de chave eliminados:
  - Simples masculino:  Alexander Zverev [6]
  - Simples feminino:  Simona Halep [1],  Kiki Bertens [5]
  - Duplas masculinas:  Ivan Dodig /  Filip Polášek [5],  Pierre-Hugues Herbert /  Nicolas Mahut [6],  Jean-Julien Rojer /  Horia Tecău [12],  Jürgen Melzer /  Édouard Roger-Vasselin [15]
  - Duplas femininas:  Hsieh Su-wei /  Barbora Strýcová [1],  Gabriela Dabrowski /  Jeļena Ostapenko [5],  Veronika Kudermetova /  Zhang Shuai [8],  Hayley Carter /  Luisa Stefani [10],  Cori Gauff /  Catherine McNally [16]

Ordem dos jogos:
| Quadra Philippe Chatrier    | Quadra Philippe Chatrier                  | Quadra Philippe Chatrier                       | Quadra Philippe Chatrier |
| Evento                      | Vencedor(a)/(es/as)                       | Derrotado(a)/(os/as)                           | Resultado                |
| --------------------------- | ----------------------------------------- | ---------------------------------------------- | ------------------------ |
| Simples feminino – 4ª fase  | Iga Świątek                               | Simona Halep [1]                               | 6–1, 6–2                 |
| Simples masculino – 4ª fase | Rafael Nadal [2]                          | Sebastian Korda [Q]                            | 6–1, 6–1, 6–2            |
| Simples feminino – 4ª fase  | Elina Svitolina [3]                       | Caroline Garcia                                | 6–1, 6–3                 |
| Simples masculino – 4ª fase | Dominic Thiem [3]                         | Hugo Gaston [WC]                               | 6–4, 6–4, 5–7, 3–6, 6–3  |
| Quadra Suzanne Lenglen      |                                           |                                                |                          |
| Evento                      | Vencedor(a)/(es/as)                       | Derrotado(a)/(os/as)                           | Resultado                |
| Simples feminino – 4ª fase  | Martina Trevisan [Q]                      | Kiki Bertens [5]                               | 6–4, 6–4                 |
| Simples masculino – 4ª fase | Jannik Sinner                             | Alexander Zverev [6]                           | 6–3, 6–3, 4–6, 6–3       |
| Simples masculino – 4ª fase | Diego Schwartzman [12]                    | Lorenzo Sonego                                 | 6–1, 6–3, 6–4            |
| Duplas masculinas – 3ª fase | Wesley Koolhof [9] Nikola Mektić [9]      | Pierre-Hugues Herbert [6] Nicolas Mahut [6]    | 6–2, 7–63                |
| Quadra Simonne Mathieu      |                                           |                                                |                          |
| Evento                      | Vencedor(a)/(es/as)                       | Derrotado(a)/(os/as)                           | Resultado                |
| Duplas masculinas – 3ª fase | Juan Sebastián Cabal [1] Robert Farah [1] | Jürgen Melzer [15] Édouard Roger-Vasselin [15] | 4–6, 7–63, 7–63          |
| Simples feminino – 4ª fase  | Nadia Podoroska [Q]                       | Barbora Krejčíková                             | 2–6, 6–2, 6–3            |
| Duplas femininas – 3ª fase  | Tímea Babos [2] Kristina Mladenovic [2]   | Andreea Mitu Patricia Maria Țig                | 6–2, 6–3                 |

## Dia 9 (5 de outubro)
- Cabeças de chave eliminados:
  - Simples masculino:  Karen Khachanov [15],  Grigor Dimitrov [18]
  - Duplas masculinas:  Rajeev Ram /  Joe Salisbury [3]
  - Duplas femininas:  Květa Peschke /  Demi Schuurs [6],  Viktória Kužmová /  Kristýna Plíšková [13]

Ordem dos jogos:
| Quadra Philippe Chatrier             | Quadra Philippe Chatrier                      | Quadra Philippe Chatrier                     | Quadra Philippe Chatrier |
| Evento                               | Vencedor(a)/(es/as)                           | Derrotado(a)/(os/as)                         | Resultado                |
| ------------------------------------ | --------------------------------------------- | -------------------------------------------- | ------------------------ |
| Simples feminino – 4ª fase           | Petra Kvitová [7]                             | Zhang Shuai                                  | 6–2, 6–4                 |
| Simples masculino – 4ª fase          | Stefanos Tsitsipas [5]                        | Grigor Dimitrov [18]                         | 6–3, 7–69, 6–2           |
| Simples masculino – 4ª fase          | Novak Djokovic [1]                            | Karen Khachanov [15]                         | 6–4, 6–3, 6–3            |
| Simples feminino – 4ª fase           | Sofia Kenin [4]                               | Fiona Ferro                                  | 2–6, 6–2, 6–1            |
| Simples masculino – 4ª fase          | Pablo Carreño Busta [17]                      | Daniel Altmaier [Q]                          | 6–2, 7–5, 6–2            |
| Quadra Suzanne Lenglen               |                                               |                                              |                          |
| Evento                               | Vencedor(a)/(es/as)                           | Derrotado(a)/(os/as)                         | Resultado                |
| Simples masculino – 4ª fase          | Andrey Rublev [13]                            | Márton Fucsovics                             | 46–7, 7–5, 6–4, 7–63     |
| Simples feminino – 4ª fase           | Ons Jabeur [30] vs. Danielle Collins          | Ons Jabeur [30] vs. Danielle Collins         | cancelado                |
| Quadra Simonne Mathieu               |                                               |                                              |                          |
| Evento                               | Vencedor(a)/(es/as)                           | Derrotado(a)/(os/as)                         | Resultado                |
| Simples feminino – 4ª fase           | Laura Siegemund                               | Paula Badosa                                 | 7–5, 6–2                 |
| Duplas femininas – 3ª fase           | Barbora Krejčíková [4] Kateřina Siniaková [4] | Viktória Kužmová [13] Kristýna Plíšková [13] | 6–4, 6–2                 |
| Duplas masculinas – Quartas de final | Juan Sebastián Cabal [1] Robert Farah [1]     | Frederik Nielsen Tim Pütz                    | 106–7, 6–4, 7–67         |

## Dia 10 (6 de outubro)
- Cabeças de chave eliminados:
  - Simples masculino:  Dominic Thiem [3]
  - Simples feminino:  Elina Svitolina [3],  Ons Jabeur [30]
  - Duplas masculinas:  Jamie Murray /  Neal Skupski [13]
  - Duplas femininas:  Sofia Kenin /  Bethanie Mattek-Sands [9]

Ordem dos jogos:
| Quadra Philippe Chatrier             | Quadra Philippe Chatrier                      | Quadra Philippe Chatrier                  | Quadra Philippe Chatrier   |
| Evento                               | Vencedor(a)/(es/as)                           | Derrotado(a)/(os/as)                      | Resultado                  |
| ------------------------------------ | --------------------------------------------- | ----------------------------------------- | -------------------------- |
| Simples feminino – 4ª fase           | Danielle Collins                              | Ons Jabeur [30]                           | 6–4, 4–6, 6–4              |
| Simples feminino – Quartas de final  | Nadia Podoroska [Q]                           | Elina Svitolina [3]                       | 6–2, 6–4                   |
| Simples masculino – Quartas de final | Diego Schwartzman [12]                        | Dominic Thiem [3]                         | 7–61, 5–7, 66–7, 7–65, 6–2 |
| Simples feminino – Quartas de final  | Iga Świątek                                   | Martina Trevisan [Q]                      | 6–3, 6–1                   |
| Simples masculino – Quartas de final | Rafael Nadal [2]                              | Jannik Sinner                             | 7–64, 6–4, 6–1             |
| Quadra Suzanne Lenglen               |                                               |                                           |                            |
| Evento                               | Vencedor(a)/(es/as)                           | Derrotado(a)/(os/as)                      | Resultado                  |
| Duplas masculinas – Quartas de final | Kevin Krawietz [8] Andreas Mies [8]           | Jamie Murray [13] Neal Skupski [13]       | 6–4, 6–4                   |
| Duplas femininas – Quartas de final  | Tímea Babos [2] Kristina Mladenovic [2]       | Marta Kostyuk Aliaksandra Sasnovich       | 6–2, 7–5                   |
| Duplas femininas – Quartas de final  | Barbora Krejčíková [4] Kateřina Siniaková [4] | Sofia Kenin [9] Bethanie Mattek-Sands [9] | 1–6, 6–4, 6–2              |
| Duplas masculinas – Quartas de final | Wesley Koolhof [9] Nikola Mektić [9]          | Nicholas Monroe Tommy Paul                | 6–4, 6–4                   |

## Dia 11 (7 de outubro)
- Cabeças de chave eliminados:
  - Simples masculino:  Andrey Rublev [13],  Pablo Carreño Busta [17]
  - Duplas femininas:  Shuko Aoyama /  Ena Shibahara [7]

Ordem dos jogos:
| Quadra Philippe Chatrier             | Quadra Philippe Chatrier                  | Quadra Philippe Chatrier           | Quadra Philippe Chatrier |
| Evento                               | Vencedor(a)/(es/as)                       | Derrotado(a)/(os/as)               | Resultado                |
| ------------------------------------ | ----------------------------------------- | ---------------------------------- | ------------------------ |
| Simples feminino – Quartas de final  | Petra Kvitová [7]                         | Laura Siegemund                    | 6–3, 6–3                 |
| Simples feminino – Quartas de final  | Sofia Kenin [4]                           | Danielle Collins                   | 6–4, 4–6, 6–0            |
| Simples masculino – Quartas de final | Stefanos Tsitsipas [5]                    | Andrey Rublev [13]                 | 7–5, 6–2, 6–3            |
| Simples masculino – Quartas de final | Novak Djokovic [1]                        | Pablo Carreño Busta [17]           | 4–6, 6–2, 6–3, 6–4       |
| Quadra Suzanne Lenglen               |                                           |                                    |                          |
| Evento                               | Vencedor(a)/(es/as)                       | Derrotado(a)/(os/as)               | Resultado                |
| Duplas femininas – Quartas de final  | Alexa Guarachi [14] Desirae Krawczyk [14] | Shuko Aoyama [7] Ena Shibahara [7] | 6–0, 6–4                 |
| Duplas femininas – Quartas de final  | Nicole Melichar Iga Świątek               | Asia Muhammad Jessica Pegula       | 6–3, 6–4                 |

## Dia 12 (8 de outubro)
- Cabeças de chave eliminados:
  - Simples feminino:  Petra Kvitová [7]
  - Duplas masculinas:  Juan Sebastián Cabal /  Robert Farah [1],  Wesley Koolhof /  Nikola Mektić [9]

Ordem dos jogos:
| Quadra Philippe Chatrier       | Quadra Philippe Chatrier            | Quadra Philippe Chatrier                  | Quadra Philippe Chatrier |
| Evento                         | Vencedor(a)/(es/as)                 | Derrotado(a)/(os/as)                      | Resultado                |
| ------------------------------ | ----------------------------------- | ----------------------------------------- | ------------------------ |
| Simples feminino – Semifinais  | Iga Świątek                         | Nadia Podoroska [Q]                       | 6–2, 6–1                 |
| Simples feminino – Semifinais  | Sofia Kenin [4]                     | Petra Kvitová [7]                         | 6–4, 7–5                 |
| Quadra Suzanne Lenglen         |                                     |                                           |                          |
| Evento                         | Vencedor(a)/(es/as)                 | Derrotado(a)/(os/as)                      | Resultado                |
| Duplas masculinas – Semifinais | Mate Pavić [7] Bruno Soares [7]     | Juan Sebastián Cabal [1] Robert Farah [1] | 7–64, 7–5                |
| Duplas masculinas – Semifinais | Kevin Krawietz [8] Andreas Mies [8] | Wesley Koolhof [9] Nikola Mektić [9]      | 6–3, 7–5                 |

## Dia 13 (9 de outubro)
- Cabeças de chave eliminados:
  - Simples masculino:  Stefanos Tsitsipas [5],  Diego Schwartzman [12]
  - Duplas femininas:  Barbora Krejčíková /  Kateřina Siniaková [4]

Ordem dos jogos:
| Quadra Philippe Chatrier       | Quadra Philippe Chatrier                  | Quadra Philippe Chatrier                      | Quadra Philippe Chatrier |
| Evento                         | Vencedor(a)/(es/as)                       | Derrotado(a)/(os/as)                          | Resultado                |
| ------------------------------ | ----------------------------------------- | --------------------------------------------- | ------------------------ |
| Simples masculino – Semifinais | Rafael Nadal [2]                          | Diego Schwartzman [12]                        | 6–3, 6–3, 7–60           |
| Simples masculino – Semifinais | Novak Djokovic [1]                        | Stefanos Tsitsipas [5]                        | 6–3, 6–2, 5–7, 4–6, 6–1  |
| Quadra Suzanne Lenglen         |                                           |                                               |                          |
| Evento                         | Vencedor(a)/(es/as)                       | Derrotado(a)/(os/as)                          | Resultado                |
| Duplas femininas – Semifinais  | Tímea Babos [2] Kristina Mladenovic [2]   | Barbora Krejčíková [4] Kateřina Siniaková [4] | 6–2, 4–6, 7–5            |
| Duplas femininas – Semifinais  | Alexa Guarachi [14] Desirae Krawczyk [14] | Nicole Melichar Iga Świątek                   | 7–65, 1–6, 6–4           |

## Dia 14 (10 de outubro)
- Cabeças de chave eliminados:
  - Simples feminino:  Sofia Kenin [4]
  - Duplas masculinas:  Mate Pavić /  Bruno Soares [7]

Ordem dos jogos:
| Quadra Philippe Chatrier             | Quadra Philippe Chatrier              | Quadra Philippe Chatrier           | Quadra Philippe Chatrier |
| Evento                               | Vencedor(a)/(es/as)                   | Derrotado(a)/(os/as)               | Resultado                |
| ------------------------------------ | ------------------------------------- | ---------------------------------- | ------------------------ |
| Simples feminino – Final             | Iga Świątek                           | Sofia Kenin [4]                    | 6–4, 6–1                 |
| Duplas masculinas – Final            | Kevin Krawietz [8] Andreas Mies [8]   | Mate Pavić [7] Bruno Soares [7]    | 6–3, 7–5                 |
| Quadra Suzanne Lenglen               |                                       |                                    |                          |
| Evento                               | Vencedor(a)/(es/as)                   | Derrotado(a)/(os/as)               | Resultado                |
| Simples masculino cadeirante – Final | Alfie Hewett                          | Joachim Gérard                     | 6–4, 4–6, 6–3            |
| Simples tetraplético – Final         | Dylan Alcott [1]                      | Andy Lapthorne [2]                 | 6–2, 6–2                 |
| Duplas femininas cadeirantes – Final | Diede de Groot [1] Aniek van Koot [1] | Yui Kamiji [2] Jordanne Whiley [2] | 7–62, 3–6, [10–8]        |

## Dia 15 (11 de outubro)
- Cabeças de chave eliminados:
  - Simples masculino:  Novak Djokovic [1]
  - Duplas femininas:  Alexa Guarachi /  Desirae Krawczyk [14]

Ordem dos jogos:
| Quadra Philippe Chatrier  | Quadra Philippe Chatrier                | Quadra Philippe Chatrier                  | Quadra Philippe Chatrier |
| Evento                    | Vencedor(a)/(es/as)                     | Derrotado(a)/(os/as)                      | Resultado                |
| ------------------------- | --------------------------------------- | ----------------------------------------- | ------------------------ |
| Duplas femininas – Final  | Tímea Babos [2] Kristina Mladenovic [2] | Alexa Guarachi [14] Desirae Krawczyk [14] | 6–4, 7–5                 |
| Simples masculino – Final | Rafael Nadal [1]                        | Novak Djokovic [2]                        | 6–0, 6–2, 7–5            |